# 藍點深鰕虎
藍點深鰕虎（学名：Bathygobius coalitus）为鰕虎科深鰕虎魚屬下的一个种。